# 沃克斯霍爾站
沃克斯霍爾站（英語：Vauxhall station）是一個位於倫敦蘭貝斯區的英國國鐵、倫敦地鐵和倫敦巴士轉乘站，位於倫敦軌道運輸第1及2收費區，附近就是巨大的沃克斯霍爾路口。沃克斯霍爾橋於本站西側不遠處跨越泰晤士河。本站是由西南鐵路公司管理。從滑鐵盧車站開出的列車所經過 / 停靠的第一站就是本站。一年的乘客量達2000萬人次。
1848年，倫敦及西南鐵路公司啟用沃克斯霍爾橋站。1856年一場大火後，沃克斯霍爾橋站得以重建，站名亦於1862年改為現名。20世紀初，本站是重要的貨運站，由英國西南部各地運送牛奶至倫敦的火車多數會停靠本站。1971年，沃克斯霍爾地鐵站隨著維多利亞線延伸至布里克斯頓站而啟用。位於國鐵站西側的巴士轉乘站則於2004年啟用。本站亦鄰近設有倫敦水上交通服務的聖喬治碼頭。

## 位置
本站位於沃克斯霍爾橋東側不遠處。沃克斯霍爾國鐵站位於高架橋上，設有8座月台。在英國國鐵網絡中，本站是西南主線的第二站，位於其起點滑鐵盧車站西南方2.2公里處。在倫敦地鐵，本站位於維多利亞線，往北下一站是皮姆利科站，往南下一站是斯托克韋爾站。儘管沒有表定列車於本站（國鐵站）始發終到，在國鐵票務系統上本站被歸類為中倫敦總站，屬於倫敦車站群。

## 歷史

### 國鐵站
1848年7月11日，倫敦及西南鐵路公司將西南主線由九榆樹延伸至滑鐵盧車站（時稱滑鐵盧橋車站），建於九榆樹至滑鐵盧高架橋上的沃克斯霍爾橋站亦隨之啟用。1856年4月13日，一場大火幾乎完工燒毀整個車站。當時西南主線很快就被修復完成，並重新通車。本站則於1862年重建完成，並改名為沃克斯霍爾站。
1921年，聯合牛奶公司（United Dairies）於本站旁邊開設了一座大型的乳品廠和牛奶裝瓶廠，自此運奶列車經常使用本站。每日均會有由大托靈頓運行至本站的運奶列車。為了防止運奶列車於卸奶過程中阻塞本站，來自英國西南部其他地區的運奶列車則會先於克拉珀姆交匯站停靠，並於該站進行拆解。拆解後，運奶列車只攜帶一半奶缸會前往本站的上行、供短途列車伕使用的月台。到達後，運奶列車上的奶缸會接駁喉管，將牛奶直接輸送至位於本站旁、馬路另一側的乳品廠。卸下所有牛奶後，列車會前往滑鐵盧車站，於該站換向，並折返克拉珀姆交匯站。此後，列車會攜帶另一半奶缸前往本站，以卸下牛奶。整個過程會於傍晚繁忙時間完結後至翌日早上前完成。
2017年，總值約8億英鎊的車站現代化工程展開，以現代化車站佈局和減少擁擠情況。工程亦更換了原有的升降機，並於大堂與7、8號月台之間增添了樓梯。

### 地鐵站

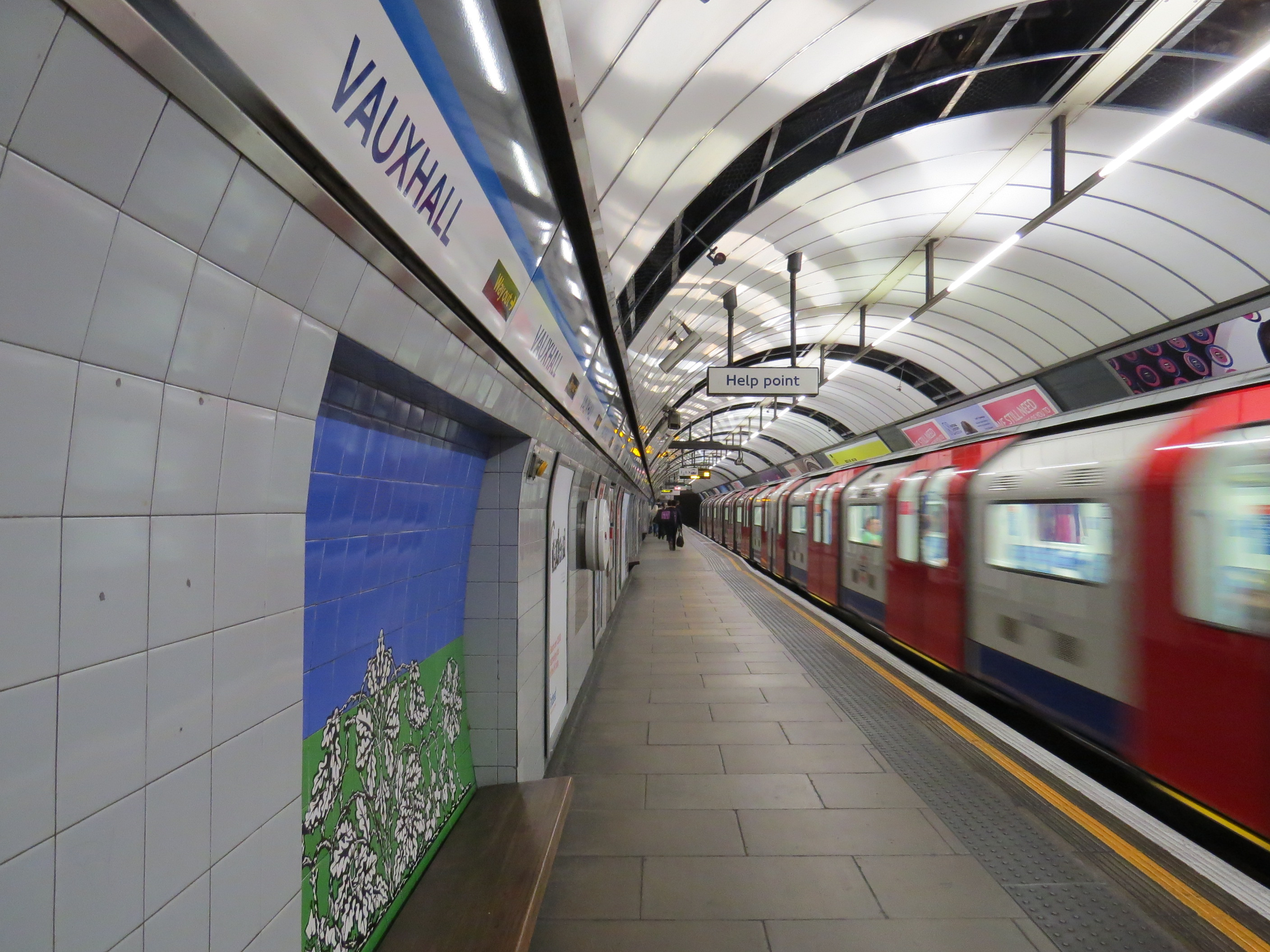
沃克斯霍爾地鐵站月台，牆上的花卉圖案靈感源自19世紀的沃克斯霍爾花園

1901年1月，帕丁頓至橢圓（途經沃克斯霍爾）的地鐵建設計劃遭到反對而被悄然中止。1902年，另一項連接坎農街和溫布頓的地鐵建設計劃因缺乏經費而被中止。因此沃克斯霍爾於二戰前一直未有倫敦地鐵服務。
維多利亞線是二戰後興建的首條新倫敦地鐵線路，1966年3月，維多利亞線獲批准由維多利亞車站延伸至布里克斯頓，其中鐵路隧道穿越泰晤士河河底後，會於沃克斯霍爾國鐵站地底設中途站。1971年7月23日，雅麗珊郡主為本站舉行開幕儀式，本站亦隨維多利亞線延伸段通車而落成啟用。
1982年10月至1983年7月，倫敦地鐵於本站實驗性啟用首個自助售票系統。隨後，此系統的設計被應用於倫敦地鐵的票務系統。
2000年代末期，在北線延伸至巴特錫的計劃中，曾有選項是途經本站。雖然此選項可讓北線乘客於本站轉乘維多利亞線及國鐵服務，其工程預計造價遠高於其他選項，亦有機會加劇本站的擁擠情況。所以最後倫敦交通局決定延線將會途經九榆樹而非本站。
2010年代中葉，本站獲翻新及升級，相關工程造價達3600萬英鎊。此外，本站亦安裝了升降機，於車站入口至月台間提供無障礙通道。

## 列車服務

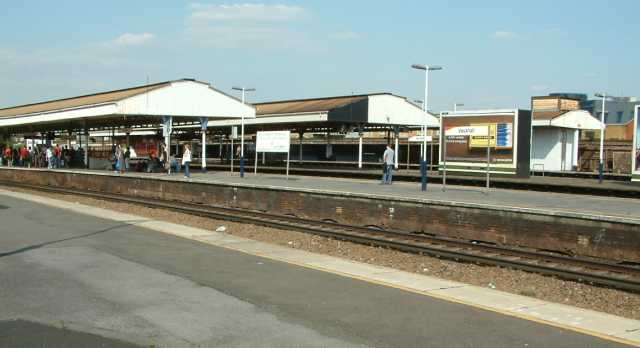
從沃克斯霍爾國鐵站西側望向其他月台

### 國家鐵路
沃克斯霍爾國鐵站由西南鐵路公司提供國鐵列車服務，每日約有460列列車服務本站。
國鐵站的8座月台排列成4個島式月台：
- 1、2號月台：滑鐵盧—雷丁線，往滑鐵盧車站
- 3、4號月台：滑鐵盧—雷丁線，往雷丁
- 5號月台：西南主線快線，往滑鐵盧車站
- 6號月台：西南主線快線，往韋茅斯
- 7號月台：西南主線慢線，往滑鐵盧車站
- 8號月台：西南主線慢線，往韋茅斯

實際上，由於西南主線的快速列車不會停靠本站，5、6號月台在日常運作中並沒有用作上落客。
本站非繁忙時間的班次（每小時）為：
- 2班 往切辛頓南
- 2班 往多金
- 2班 往吉爾福德，經科巴姆（Cobham）
- 2班 往吉爾福德，經埃普索姆
- 2班 往漢普敦宮
- 2班 豪恩斯洛迴圈（逆時針），經豪恩斯洛、列治文後回到滑鐵盧車站
- 2班 豪恩斯洛迴圈（順時針），經列治文、豪恩斯洛後回到滑鐵盧車站
- 2班 豪恩斯洛迴圈（逆時針），經金斯頓、列治文後回到滑鐵盧車站
- 2班 豪恩斯洛迴圈（順時針），經列治文、金斯頓後回到滑鐵盧車站
- 2班 往謝珀頓
- 2班 往韋布里奇，經豪恩斯洛
- 2班 往溫莎及伊頓河畔
- 2班 往沃金

### 倫敦地鐵
維多利亞線於本站提供來往沃爾瑟姆斯托中央站與布里克斯頓站的列車服務，繁忙時間班次為每小時36班。

## 接駁交通
倫敦巴士2、36、77、87、88、156、185、196、344、360、436、452號和通宵路線N2、N87、N136號線均服務本站旁的巴士站。
倫敦水上交通亦服務鄰近本站的聖喬治碼頭。
|  | 航線編號 | 航線                                                        | 參考資料 |
|  | -------- | ----------------------------------------------------------- | -------- |
|  | RB1      | 巴特錫發電站碼頭 / 西敏碼頭 ↔ 北格林尼治碼頭 / 巴金河畔碼頭 | [ 22 ]   |
|  | RB2      | 巴特錫發電站碼頭 ↔ 北格林尼治碼頭 / 格林尼治碼頭            | [ 23 ]   |
|  | RB6      | 帕特尼碼頭 ↔ 金絲雀碼頭                                     | [ 24 ]   |

註：RB6航線於週末不設服務，RB2則只於週末服務。
三條航線均以雙體船行走，並於繁忙時間提供更頻密的班次。船上設有咖啡吧檯、輪椅座位及單車架。

## 意外
- 1880年9月11日，一輛機車撞向一列正停靠本站的列車（該列車正提供滑鐵盧至漢普敦的客運服務），導致5名乘客死亡[25]。
- 1912年8月29日，一輛機車撞向一列九卡列車，導致一名乘客死亡、43人受傷[26]。
- 1934年9月20日，兩列電動市郊列車於本站相撞，其中一列火車的司機和一個乘客被送往聖托馬斯醫院以接受治療[27]。
- 2016年5月5日，本站其中一條信號電線著火。當時所有列車均需取消前往本站和滑鐵盧車站。為免克拉珀姆交匯站過度擁擠，該站亦需暫時關閉[28][29]。

## 車站名稱
沃克斯霍爾（Vauxhall）的英語發音與俄語火車站一詞（вокзал，vokzal）的發音相近。有一理論認為俄羅斯帝國皇帝尼古拉一世於19世紀中期出訪英國以研究英國的鐵路系統時，在本站發現每列列車均會於本站停靠（當時本站為列車必停站，以供驗票員查票）。他因此推斷本站為重要的交通樞紐，並於俄語溝通中將本站站名賦予火車站的意思。